# Saux
Saux foi uma antiga comuna francesa na região administrativa de Occitânia, no departamento de Lot. Estendia-se por uma área de 8,31 km². Em 2010 a comuna tinha 121 habitantes (densidade: 14,6 hab./km²).
Em 1 de janeiro de 2019, ela foi incorporada ao território da nova comuna de Porte-du-Quercy.